# 마이크 코너스

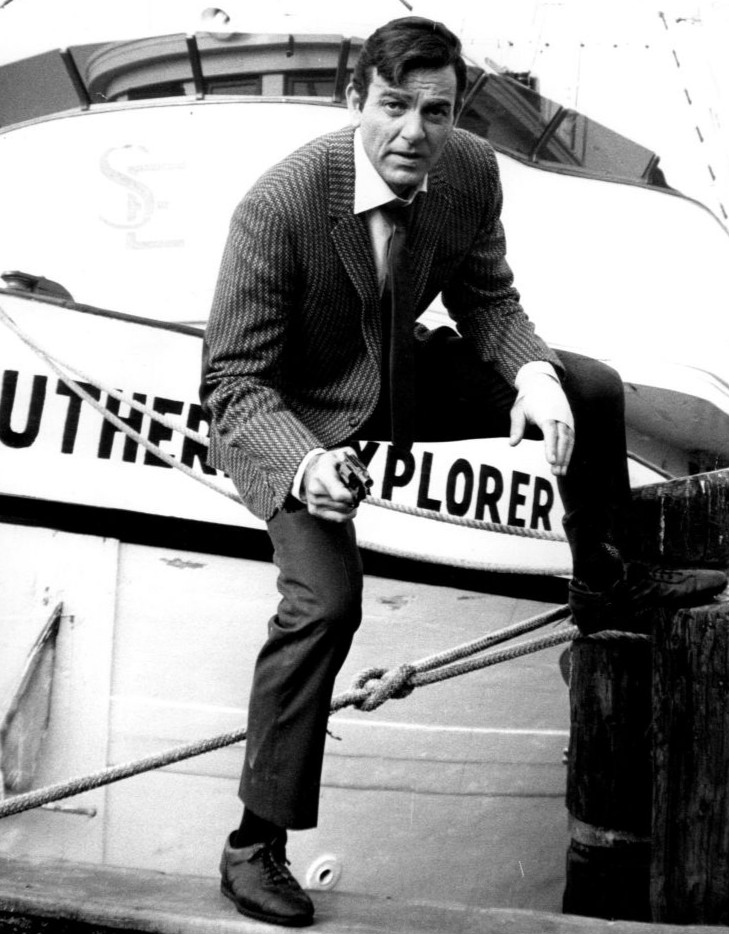

마이크 코너스(Mike Connors, 1925년 8월 15일 ~ 2017년 1월 26일)는 미국의 텔레비전 배우, 영화배우, 영화 프로듀서이다.
프레즈노에서 태어났다.

## 영화
- TV의 선구자 (2008년) - 본인 역
- 노바디 노우스 애니씽! (2003년) - 조 매닉스 역
- 헤라클레스 (1998년)
- 다운 타운의 폭력 (1994년)
- 퍼블릭 에네미 (1993년)
- 살인 주먹 (1989년) - 빌리 밴스 역
- 전쟁과 추억 (1988년)
- 엘리베이터의 사나이 (1985년)
- 지옥의 사자들 (1979년)
- 사랑의 유람선 (1977년)
- 불멸의 사자 (1976년)
- 늪에 빠진 여자 (1966년)
- 할로우 (1965년)
- 웨어 러브 해스 곤 (1964년)
- 이웃 만들기 (1964년)
- 부두 우먼 (1957년)
- 쉐이크, 래틀 & 락! (1956년)
- 세계가 멸망한 날 (1956년)
- 오클라호마 여인 (1956년)
- 십계 (1956년)
- 파이브 건스 웨스트 (1955년)
- 서든 피어 (1952년)